# Logbasis
Logbasis (en llatí Logbasis, en grec antic Λόγβασις) fou un personatge de Selge a Pisídia que va viure al segle III aC.
Era el tutor de Laodice del Pont, que després va ser la dona d'Aqueu, i per això quan el 218 aC Garsieris, el general d'Aqueu va atacar Selge, els seus conciutadans van decidir enviar Logbasis com a ambaixador per negociar amb els atacants. Logbasis va fer un arranjament secret pel qual, contra l'encàrrec fet, rendiria la ciutat a traïció. Abans d'aconseguir el seu objectiu, els ciutadans de Selge se'n van assabentar, van entrar a casa seva i el van matar junt amb els seus fills i els soldats enemics que hi havia introduït secretament, segons explica Polibi.